# Centralasien
Centralasien er et område i Asien. Der er forskellige definitioner af præcis hvad Centralasien omfatter.

## Afgrænsninger
En afgrænsning som omfatter 9.029.000 km2 eller 21 % af Asiens areal, siger:
- Den vestlige og vest-centrale del af Kina (provinserne Qinghai og Xinjiang) og Tibet
- Den asiatiske del af Kasakhstan
- Kirgisistan
- Mongoliet
- Tadsjikistan
- Turkmenistan
- Usbekistan
- Afghanistan

En anden afgrænsning (anvendt af UNESCO) er:
- Den nordøstlige del af Iran
- Områder i det sydlige Sibirien
- Mongoliet
- De vestligste dele af Folkerepublikken Kina: Xinjiang og Tibet
- Afghanistan
- Dele af Pakistan og Indien

En tredje afgrænsning beskriver Centralasien som de tidligere sovjetiske centralasiatiske republikker:
- Kasakhstan
- Kirgisistan
- Usbekistan
- Tadsjikistan
- Turkmenistan

Denne afgrænsning har stort sammenfald med det historiske område Turan eller Turkestan, men medtager tillige områder nord herfor.

## Geografi
Centralasien er præget af højsletter, bjergområder, ørkener og stepper. Meget af jorden er for tør til at blive dyrket. Størstedelen af befolkningen lever af husdyrhold. Der er industri i områdets storbyer.
Vigtige floder: Amu Darya, Syr Darya, Hari Rud
Større søer: Aralsøen, Balkaschsøen

## Demografi
Efter den mest inklusive definition bor mere end 80 millioner mennesker i Centralasier hvilket kun er omkring 2 % af Asiens samlede befolkning. Befolkningstætheden er 9 personer/km².